# Jerzy Filip Sztuka
Jerzy Filip Sztuka (ur. 22 października 1943 w Częstochowie, zm. 20 grudnia 2020 tamże) – polski rzeźbiarz, medalier i projektant.

## Życiorys
Studiował w krakowskiej Akademii Sztuk Pięknych w latach 1962–1968. Dyplom z wyróżnieniem z zakresu kompleksowej identyfikacji wizualnej uzyskał na Wydziale Form Przemysłowych w Katedrze Komunikacji Wizualnej w 1968. Kolejne stopnie naukowe: w 1975, 1982 i 2002 również w Akademii Sztuk Pięknych w Krakowie. Po ukończeniu studiów otrzymał pierwszą nagrodę w międzynarodowym konkursie Internationale Concorso de la Medaille w Arezzo we Włoszech w 1969. Długoletni nauczyciel akademicki w Wyższej Szkole Pedagogicznej w Częstochowie (obecnie Uniwersytet Humanistyczno-Przyrodniczy im. Jana Długosza w Częstochowie) oraz Politechnice Częstochowskiej (w latach 2007–2012 na stanowisku profesora zwyczajnego na Wydziale Zarządzania).
Przez wiele lat brał regularnie udział w wystawach i konkursach krajowych i zagranicznych m.in. w Biennale Internazionale Dantesca w Ravennie. W latach 1971–1980 wielokrotnie w Bienal Internacional del Deporte en las Bellas Artes w Barcelonie i Madrycie. Będąc członkiem światowej Federacji Medalierów FIDEM brał regularnie udział w wystawach medalierstwa światowego towarzyszących odbywającym się co dwa lata kongresom FIDEM.

## Wybrane wystawy indywidualne
- wystawa „Ojciec i syn”, Miejska Galeria Sztuki w Częstochowie, 2004[7].
- wystawa indywidualna – 45-lecie twórczości Jerzy Filip Sztuka, Miejska Galeria Sztuki w Częstochowie, 2013[11].
- wystawa indywidualna „Pamięć zapisana w brązie” – 50 lat pracy twórczej 1968–2018, Muzeum Monet I Medali Jana Pawła II w Częstochowie, 2018[12][13].

## Wybrane nagrody i wyróżnienia
- Medal UNO a ERRE w 1970, medale im. Dantego w Ravennie w 1975 i 1985, nagrodę specjalną FIDEM w Budapeszcie w 1994[3]
- Medal Komisji Edukacji Narodowej (2000)
- Krzyż Kawalerski Orderu Odrodzenia Polski (2002)
- Medal Złoty za Długoletnią Służbę (2012).

## Wybrane tablice pamiątkowe
- 30 lat odbudowy Fromborka[14] – brąz patynowany, Frombork, ul. Elbląska 2 (10.08.2003)
- Ostatni Prezydent Rzeczypospolitej na uchodźstwie Ryszard Kaczorowski[15] – płyta kamienna i brąz patynowany, Urząd Miasta w Częstochowie, ul. Śląska (10.11.2010)
- Orlętom Lwowskim 01–22 listopada 1918[16] – brąz patynowany, płaskorzeźba na płycie kamiennej, Częstochowa, Jasna Góra (17.06.2019)